# Алоэ Пеглер
Алоэ Пеглер (лат. Aloe peglerae) — вид многолетних суккулентных растений рода Алоэ (Aloe) семейства Асфоделовые (Asphodelaceae), произрастающий на территории северных провинций Южно-Африканской Республики. Видовой латинский эпитет был дан в честь Алисы Пеглер (англ. Alice Marguerite Pegler, 1861–1929) – южноафриканской учительницы и коллекционера растений.

## Описание

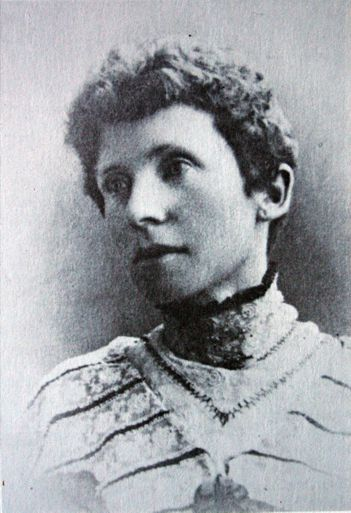
Алиса Пеглер

Алоэ Пеглер представляет собой компактное, почти сферическое растение с перекрывающимися листьями, диаметр и высота которого составляют примерно 30-40 см. Стебли у него очень короткие или отсутствуют. Листья данного растения являются мясистыми и жесткими, их количество составляет около 30. Они имеют пухлую форму и узкояйцевидно-ланцетную, треугольную или дуговидную форму, а также сильно выпуклые внутренней стороной. Листья имеют серовато-зеленый или красновато-зеленый оттенок, шероховатую поверхность и выраженные сосочки. Они не имеют пятен и обладают неострыми кончиками. Молодые листья по краям обладают беловатыми шипами, в отличие от красновато-коричневых шипов, которые есть на старых листьях. Шипы находятся на тыльной стороне листьев вдоль средней линии около кончика листа. Внешние листья имеют примерно 12 см длины, 3 см ширины и 9 мм толщины в середине. При снижении температуры листья могут приобретать розоватый оттенок, что типично для многих видов алоэ и других суккулентов. Часто образуется одиночный цилиндрический цветонос высотой примерно 30-40 см, иногда он может быть раздвоенным. Бутоны цветков имеют тускло-красный оттенок с темно-красными, почти черными нитями, выступающими из цветочной трубки, что придает цветам характерный вид. Цветки, вероятно, опыляются птицами, пчелами и ветром.

В Европе и Северной Америке период цветения наступает в ноябре-феврале (июле и августе в южном полушарии).

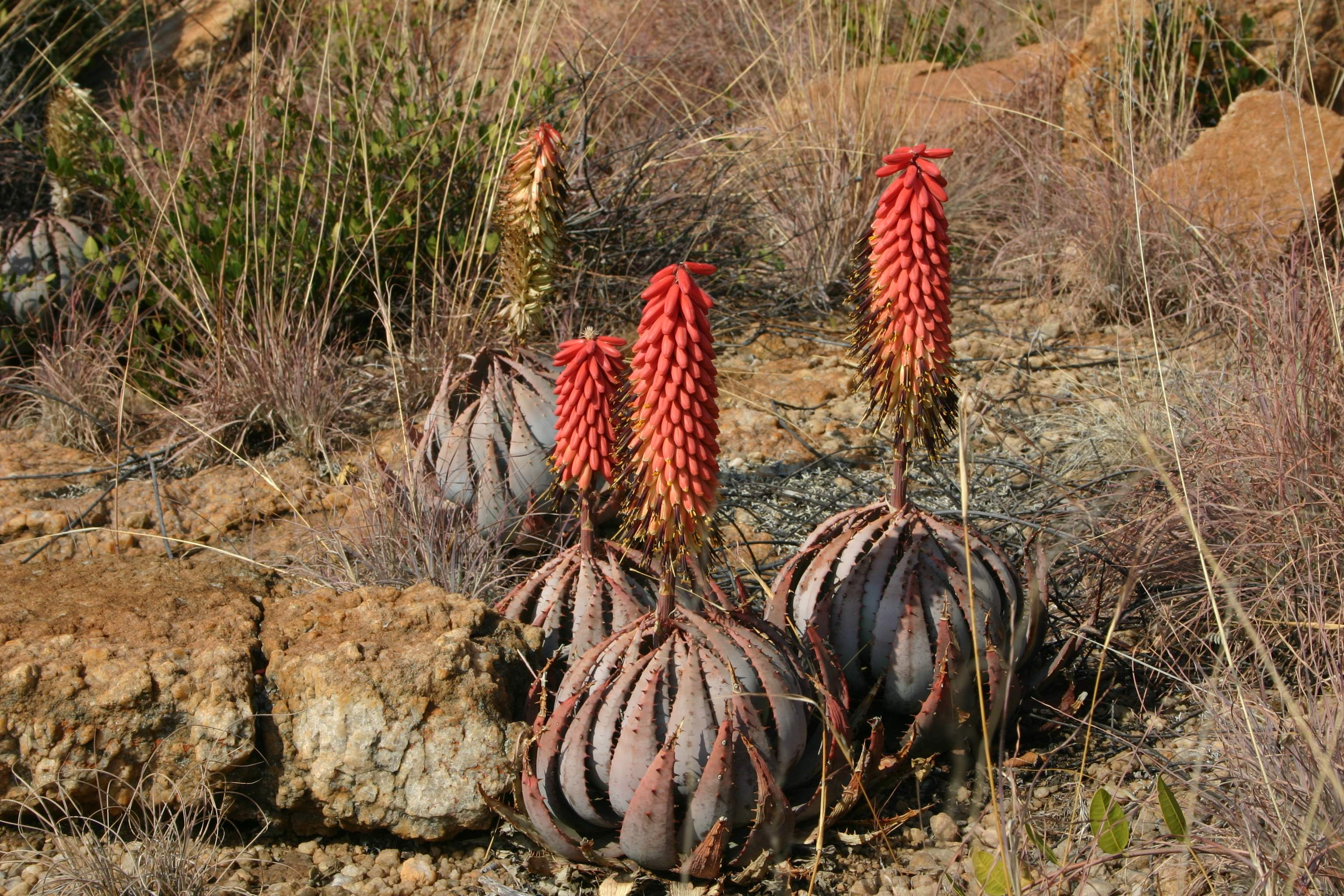
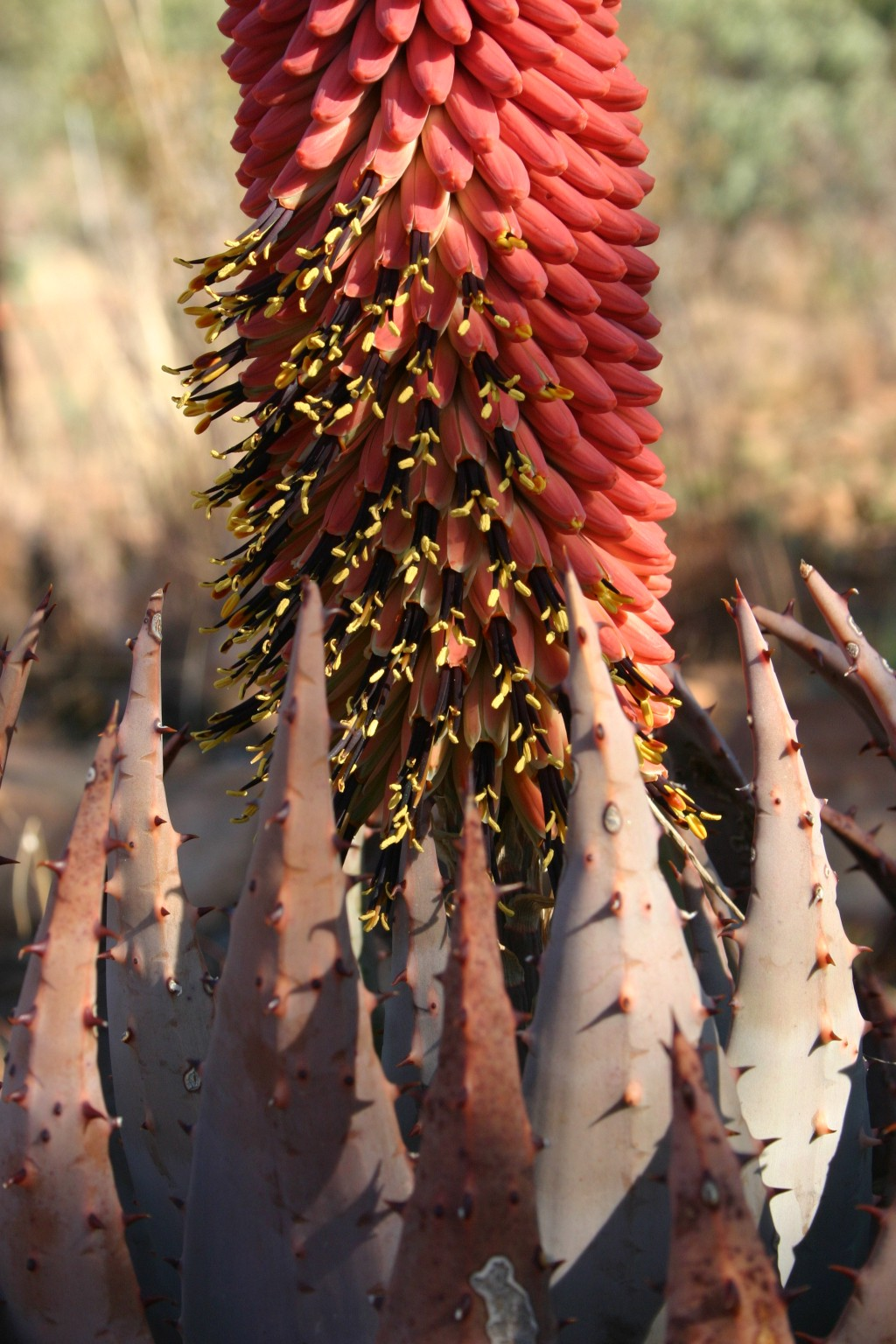
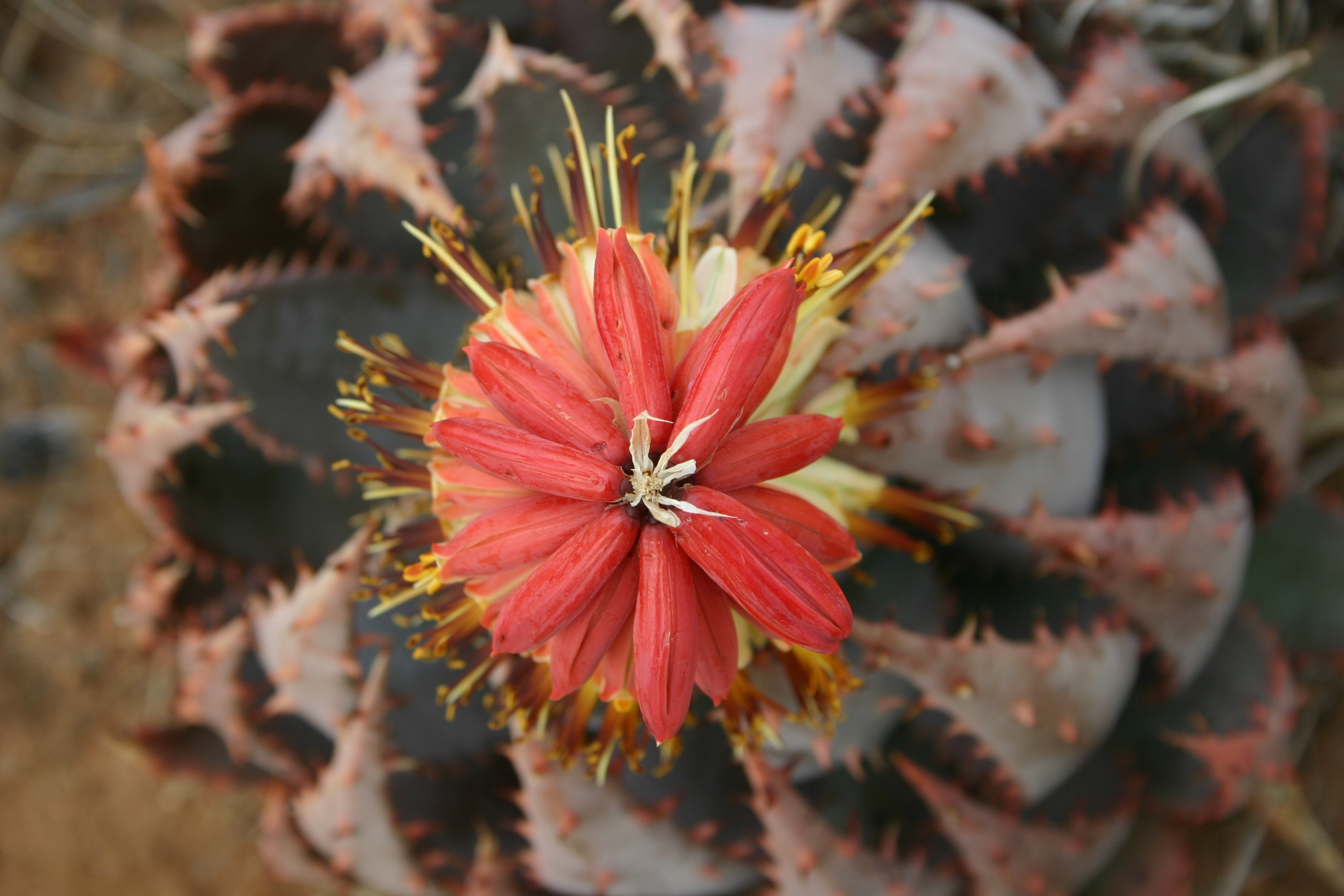

## Распространение
Алоэ Пеглер является эндемиком Магалисберга (горный массив ЮАР) и произрастает в диапазоне от Претории до Рустенбурга в Западном Трансваале, а также на северных склонах Витватерсберга. Этот вид Алоэ естественно произрастает в солнечных и хорошо дренированных условиях на высоких каменистых горах и холмах. Он предпочитает открытые северные склоны с каменистой почвой в районах, где летние осадки составляют примерно 625-750 мм. Растения обычно не превышают высоту густой травянистой растительности, с которой они часто соседствуют.

## Охранный статус
Алоэ Пеглер был внесен в Красный список Южной Африки как вид, находящийся под угрозой вымирания и находящийся на грани исчезновения. Основной угрозой для этого растения является незаконный сбор его в дикой природе коллекционерами растений и застройка на территории горных хребтов, где оно произрастает. В настоящее время в Национальном ботаническом саду Витватерсранда Алоэ Пеглер является приоритетным объектом программы сохранения исчезающих растений (сохранение ex-situ), осуществляемой совместно с Департаментом охраны природы Гаутенга. Незаконный сбор этого растения в дикой природе запрещен.

## Таксономия
Aloe peglerae Schönland, первое упоминание в Rec. Albany Mus. 1: 120 (1904).